# Sheikh Fazlul Haque Mani
Pour les articles homonymes, voir Haque.
Sheikh Fazlul Haque Mani, né le 4 décembre 1939 et mort le 15 août 1975 était un politicien bangladais. Il était le neveu du père fondateur du Bangladesh Sheikh Mujibur Rahman, et le fondateur du Mujib Bahini, l'une des principales forces de guérilla de la guerre de libération du Bangladesh. Il a fondé la Ligue Jubo (en), l'aile jeunesse de la Bangladesh Awami League.

## Jeunesse
Sheikh Fazlul Haque Mani est né à Tungipara, dans le district de Gopalganj, le 4 décembre 1939. Il a étudié à l'établissement Nabakumar de Dhaka. Plus tard, il a étudié à l'université Jagannath (Certificat d'études secondaires supérieures, 1958) et au Brojomohun College (BA, 1960).

## Carrière politique
Sheikh Fazlul Haque Moni est le président fondateur de la Jubo League (en) et a ensuite été secrétaire général de la Ligue Chhatra du Pakistan oriental de 1960 à 1964. Sa contribution à la tête du mouvement étudiant historique contre le régime militaire du dirigeant autocratique Ayub Khan a eu un effet immense. Il a joué un rôle central lors du mouvement à six points en 1966. Il était leader étudiant et secrétaire général de la ligue étudiante.Au cours de la première semaine d'avril 1971, il s'est enfui à Calcutta avec trois autres dirigeants de la Ligue Awami. Les dirigeants étaient Tofail Ahmed, Abdur Razzak et Shirazul Alam Khan. Ils ont organisé les Mukti Bahini en Inde pour libérer le Bangladesh. Moni et P. N. Banerji, alors codirecteur de Research and Analysis Wing, ont créé le Mujib Bahini pour faire contrepoids aux anciens officiers de l'armée du Pakistan oriental dans le Mukti Bahini. Les membres du Mujib Bahini ont ensuite formé le Jatiya Rakkhi Bahini. Il a participé à la guerre de libération en 1971 en tant que commandant du Front de libération du Bangladesh. Il a d'abord soutenu la formation d'un conseil révolutionnaire au lieu d'un gouvernement intérimaire, ce qui allait à l'encontre de la volonté de Tajuddin Ahmed. Il a fini par abandonner et le gouvernement provisoire a été formé. Il était considéré comme faisant partie du cercle restreint du président Sheikh Mujib et lui était considéré comme loyal. C'est la raison invoquée pour son assassinat. Cheikh Moni est l'auteur de plusieurs romans, dont l'un a été adapté au cinéma : Obanchita.

## Journalisme
Mani est le fondateur du quotidien Daily Banglar Bani.

## Mort
Sheikh Fazlul Haque Mani, avec son épouse Arzu Moni, a été tué lors de l'assassinat du Sheikh Mujibur Rahman pendant un coup d'État militaire le 15 août 1975. Il vivait à deux kilomètres de Sheikh Mujib à Dhanmondi. Mahfuz Anam, rédacteur en chef du Daily Star, a été témoin de l'attaque de sa maison. Ses deux fils - Sheikh Fazle Noor Taposh, aujourd'hui législateur de la Ligue Awami, et Sheikh Fazle Shams Parash, académicien de profession, ont survécu à l'attaque, alors qu'ils se cachaient sous un lit. Sa femme, que l'on croyait enceinte, a également été tuée.
Taposh a été élu à l'élection générale de 2008 à la Jatiya Sangsad au Bangladesh, dans la circonscription de Dhaka-12.

## Critique
Sheikh Fazlul Haque a obtenu des postes lucratifs dans le gouvernement formé par Sheikh Mujib. Lorsque le commerce privé avec l'Inde a été interdit pour ralentir l'inflation, Fazlul Haque s'y est activement engagé avec la bénédiction de Mujib. Il a été vu comme une tentative de Muib pour former une dynastie.

## Héritage
Le Shahid Sheikh Moni Memorial International Chess Tournament qui a eu lieu à Dhaka, au Bangladesh en 2015 a été nommé en sa mémoire. Un auditorium à Gopalganj, au Bangladesh, porte son nom.